# Frank McGuire
Frank Joseph McGuire (New York, 8 novembre 1914 – Columbia, 11 ottobre 1994) è stato un cestista e allenatore di pallacanestro statunitense, attivo nella NCAA e nella NBA.
È membro del Naismith Memorial Basketball Hall of Fame dal 1977 come allenatore.

## Palmarès
- Campione NCAA (1957)